# Lama (tkanina)

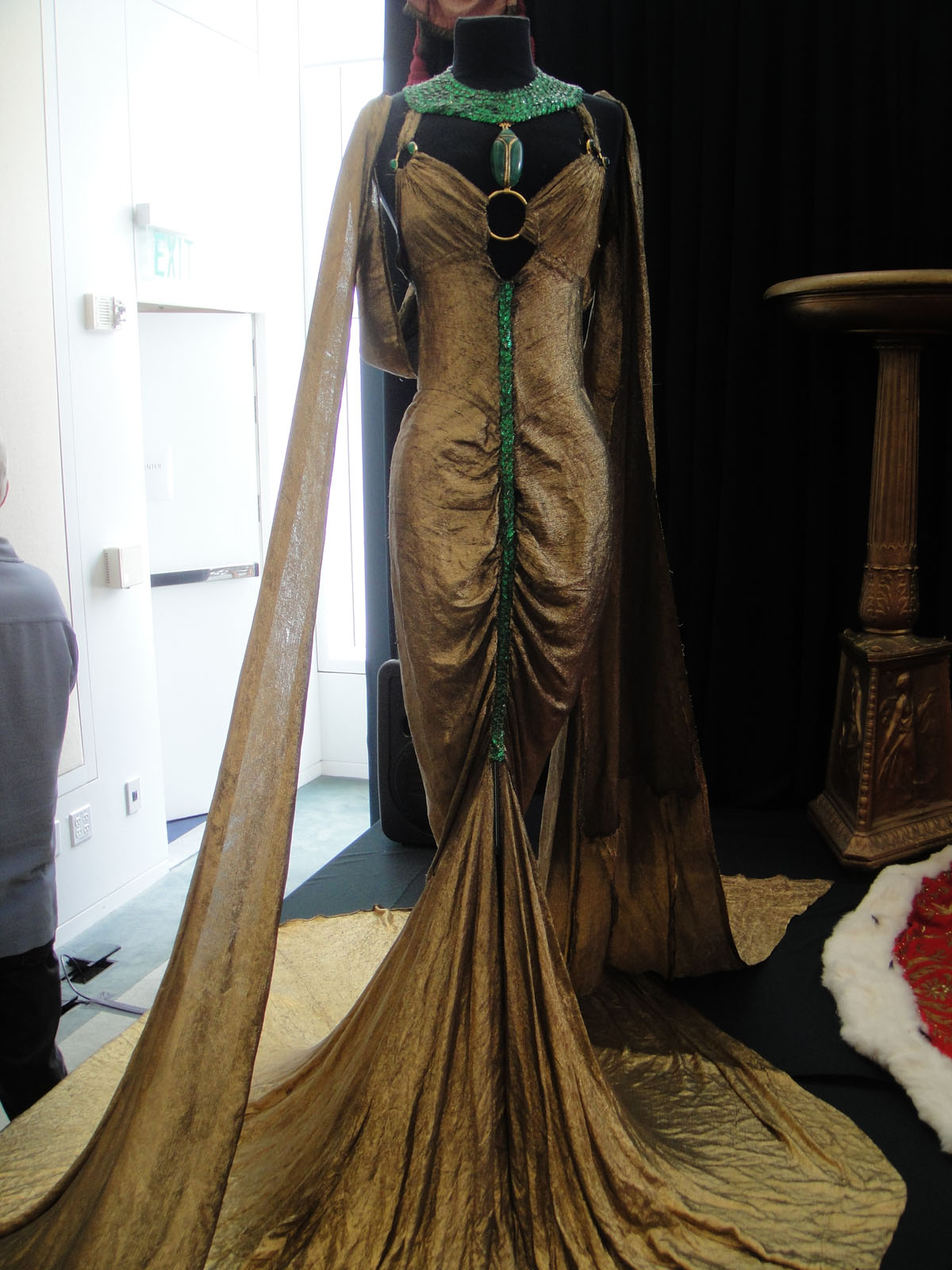
Suknia ze złotej lamy noszona przez Claudette Colbert w filmie Kleopatra z roku 1934

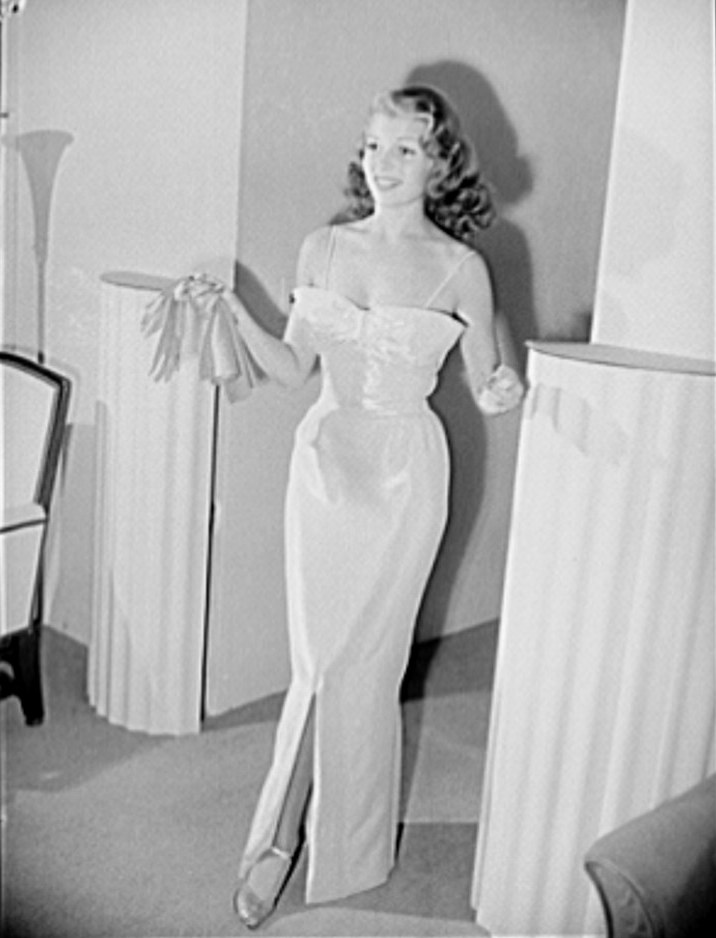
Rita Hayworth w wieczorowej sukni ze srebrnej lamy na różowym tle zaprojektowanej przez Howarda Greera, październik 1941

Lama – tkanina najczęściej jedwabna, bogato przetykana błyszczącymi, metalowymi nićmi; używana m.in. do szycia strojnych ubiorów męskich i sukien balowych, czy szat liturgicznych.
W lamach dodatkowy wątek metalowy w postaci cieniutkich pasków blaszki złotej lub srebrnej całkowicie lub częściowo przykrywa tło tkaniny. Metalowe nitki są tylko lekko wplecione w jej strukturę, leżą na powierzchni, przytrzymywane pojedynczymi nitkami osnowy. Zamiast blaszek metalowych obecnie wykorzystuje się również paseczki sztucznej folii metalizowanej. Tkaniny wysokiej jakości charakteryzują się niewidocznym wątkiem podstawowym.
Lamy są najczęściej gładkie, lecz spotyka się także drobne, zwykle geometryczne wzory, np. szachownice, romby. Kolor zależy od rodzaju użytych nici metalowych (lama złota i srebrna), jak również od koloru przędzy w tle. Barwa tła stanowi zwykle w polskich inwentarzach podstawę określania koloru całej tkaniny.
Początki wyrobu lamy datuje się na połowę XVII wieku we Włoszech, w XVIII wieku głównym ośrodkiem produkcji stała się Francja, a następnie produkcja rozpowszechniła się i w innych krajach. Żupan ze srebrnej lamy nosić miał, według Sienkiewicza, Jurko Bohun, zaś Basia Wołodyjowska „lśniąc się cała w swej srebrnej lamie, migając jak promień lub gwiazdka, olśniewała zarazem oczy i serca urodą dziecka, niewiasty i kwiatu”.
Terminem lama bywały również dawniej określane cienkie metalowe blaszki ze złota lub srebra, służące do zdobienia pasów.
Słowo lama w wymienionych wyżej znaczeniach jest zapożyczeniem z francuskiego lame – „płytka, blaszka”, które z kolei ma źródłosłów w łacińskim lamina również oznaczającym blaszkę